# Płomyk
Płomyk (рус. «Огонёк») — польский популярный иллюстрированный еженедельный журнал для детей и молодёжи.

## История
Создан в 1917 году, выходил в Варшаве с 1917 по 1991 год (кроме периода Второй Мировой войны). Первым издателем была Ассоциация польских учителей общеобразовательных школ, с 1930 года — Союз польских учителей. 
В последние десятилетия работы выходил раз в две недели; всего 24 выпуска в год.
Основателем журнала была Янина Поразиньская. В межвоенный период с журналом сотрудничали, в частности, Юзеф Чехович, Александр Каминский, Анна Рудавцова, Ванда Василевская, Мария Юшкевичова и многие другие. 
Был журналом смешанной тематики. С 1930-х годов, «Пломык» приобрел монотематический характер и стал еженедельником. Приложением к нему выходил журнал Płomyczek.
В 1936 году вышел спецвыпуск «Пломика», идеализирующий СССР, что вызвало негативную реакцию польских властей и забастовку учителей в 1937 году.
В 1990 году вышло всего 14 номеров. Как объяснялось в последнем номере, ликвидация журнала была связана с большой потерей читателей в пользу «новых и более коммерческих» журналов для молодежи, появившихся после 1989 года, и с приватизацией издательства Nasza Księgarnia, которое решило избавиться от убытков. Деятельность издания прекратилась в конце 1991 года.